# Cerocala albicornis
Cerocala albicornis är en fjärilsart som beskrevs av Emilio Berio 1966-1967. Cerocala albicornis ingår i släktet Cerocala och familjen nattflyn. Inga underarter finns listade i Catalogue of Life.